# ديفيد هاينريش هوبي
ديفيد هاينريش هوبي (بالألمانية: David Heinrich Hoppe) (و. 1760 – 1846 م) هو عالم نبات، وصيدلي، وعالم حشرات من الإمبراطورية الرومانية المقدسة .
وكان عضو في الأكاديمية الألمانية للعلوم ليوبولدينا .
توفي في ريغنسبورغ ، عن عمر يناهز 86 عاماً.